# Леонов, Вадим Алексеевич
Вади́м Алексе́евич Лео́нов (род. 27 декабря 1966, Свердловск, Ворошиловградская область, УССР) — протоиерей Русской православной церкви, богослов, автор публикаций на тему православной христологии и антропологии. Исполняющий обязанности ректора Сретенской духовной академии (17 июня 2021 — 29 декабря 2022), кандидат богословия (2000), доцент, почётный работник сферы образования Российской Федерации (2024). Один из авторов Большой российской энциклопедии и Православной энциклопедии. Настоятель храма Всех святых на Кулишках города Москвы.
Является автором ряда богословских статей в Большой российской энциклопедии (Священное Писание, Священное Предание, Священство, Спасение, Страсти Христовы, Таинства, Троица, Христология, Церковь и др.) и Православной энциклопедии (Искупление, Кеносис, Обожение, Образ Божий, Откровение и др.). Неоднократно принимал участие в различных научно-богословских конференциях, собеседованиях, экспертных советах.

## Биография
Родился 27 декабря 1966 года в городе Свердловске Ворошиловградской (ныне Луганской) области в православной семье.
В 1984 году поступил в Московский станкоинструментальный институт. После четвёртого курса был направлен на учёбу в Будапештский технический университет. По собственному признанию, «с благодарностью вспоминаю время этой учёбы, прежде всего, потому, что, помимо специальности, которую я осваивал, всегда была возможность рассматривать мир вокруг. За это время я успел отслужить три года на флоте». В 1993 году окончил обучение в Будапештском техническом университете и Московском станкоинструментальном институте, получив дипломы обоих вузов по специальности «робототехнические системы и комплексы».
В 1993 году поступил в Московскую духовную семинарию, по окончании которой в 1996 году поступил в Московскую духовную академию (МДА).
29 декабря 1996 года рукоположён в сан диакона, 12 октября 1997 года — в сан священника.
В июне 2000 года окончил МДА, защитив кандидатскую диссертацию «Святоотеческое учение о человеческой природе Господа нашего Иисуса Христа». В протоколе заседаний от 1 июня 2000 года после защиты этой работы было записано: «Постановили: оценить работу как отличную и просить совет академии о присуждении автору учёной степени кандидата богословия. Рекомендовать Редакционно-издательскому совету работу священника Вадима Леонова к изданию».
С августа 2000 по январь 2003 года служил штатным священником храма Бориса и Глеба в Дегунине города Москвы. 20 января 2003 года назначен штатным священником храма Великомученицы Екатерины на Всполье.
С 2000 по 2015 год преподавал христианскую антропологию в Православном Свято-Тихоновском гуманитарном университете. В 2003 году был приглашён в Сретенскую духовную семинарию на должность преподавателя догматического богословия. Помимо догматического богословия, ведёт в магистратуре курс «Пастырские аспекты христианской антропологии».
7 декабря 2005 года за богослужением в храме Святой Екатерины на Всполье патриархом Алексием II награждён правом ношения наперсного креста.
31 марта 2010 года патриархом Кириллом за литургией преждеосвященных Даров в кафедральном соборном храме Христа Спасителя был возведён в сан протоиерея.
1 декабря 2010 года назначен штатным священником Подворья Патриарха Московского и всея Руси храмов в Зарядье, что в Китай-городе города Москвы.
В 2013 году издательством Московской патриархии был издан его учебник «Основы православной антропологии», который стал основным учебным пособием по данному предмету в богословских школах. Второе издание этой книги произведено в 2016 году вместе с хрестоматией по православной антропологии. В 2016 году в рамках XI ежегодного конкурса «Просвещение через книгу» его монография «Бог во плоти» стала победителем в номинации «Лучшая учебная книга».
29 сентября 2020 года по распоряжению патриарха Московского и всея Руси Кирилла стал проректором по научно-богословской работе Сретенской духовной семинарии.
17 июня 2021 года решением Священного синода Русской православной церкви назначен и. о. ректора Сретенской духовной академии. 29 декабря 2022 года Священный Синод удовлетворил его прошение об освобождении его от занимаемой должности.
27 октября 2023 года назначен настоятелем Подворья Патриарха Московского и всея Руси храма Всех святых на Кулишках города Москвы.

## Публикации
- Бог во плоти: Святоотеческое учение о человеческой природе Господа нашего Иисуса Христа. — М.: Drakkar, 2005. — 215 с.
  - Бог во плоти. Святоотеческое учение о человеческой природе Господа нашего Иисуса Христа. — Сергиев Посад : СТСЛ, 2015. — 240 с.
- Брань невидимая. Страсти и добродетели. — М.: Издательство Московской Патриархии Русской Православной Церкви, 2013. — 128 с. — ISBN 978-5-88017-366-2.
- Основы православной антропологии: учебное пособие. . — М.: Издательство Московской Патриархии Русской Православной Церкви, 2013. — 456 с. — ISBN 978-5-88017-351-8.
  - Основы православной антропологии: учебник. — 2-е изд., испр. и доп. — Москва : Изд-во Московской патриархии Русской православной церкви, 2016. — 455 с. — ISBN 978-5-88017-351-8.

- Вселенские соборы Православной Церкви о человеческой природе Спасителя // Ежегодная Богословская Конференция Православного Свято-Тихоновского Богословского института: Материалы 2003 г. М.: Издательство ПСТБИ, 2003. — С. 31—42.
- В день памяти святой великомученицы Екатерины // Православная газета. Екатеринбург. 2004. — № 45 (318) от 1 декабря 2004.
- Святой Праведный Иоанн Кронштадтский, говоря о молитве, сказал, что неуверенность в получении просимого есть хула на Бога, как это понимать? // pravoslavie.ru, 8 декабря 2004.
- Евхаристический докетизм // Церковь и время. 2005. — № 2 (31). — С. 78—105.
- О вере и неверии в таинство Евхаристии // Благодатный огонь. 2006. — № 14. — С. 64—93.
- Послесловие к академическому семинару «Святые Дары в Таинстве Евхаристии» // Благодатный огонь. 2006. — № 15. — С. 101—106.
- Рецензия на книгу В. Н. Духанина «Сокровенный мир Православия» // Журнал Московской Патриархии. 2006. — № 4. — С. 75.
- Антропологический идеал совершенства // Вестник ПСТГУ. Серия 4: Педагогика. Психология. — 2006. — Вып. 2. — С. 81—92.
- Взаимосвязь понятий «личность» и «образ Божий» в православном богословии // Святоотеческая психология. Научные доклады и выступления. Материалы конференции XVI Международных Рождественских образовательных чтений. М., 2008. — С. 66—73.
  - Взаимосвязь понятий «личность» и «образ Божий» в православном богословии // Сретенский сборник. Научные труды преподавателей СДС. — М., 2010. — С. 72—83.
- Понимание человеческой свободы в православном богословии // Святоотеческая психология и воспитание человека. Научные доклады и статьи. Материалы конференции XVII Международных Рождественских образовательных чтений. — М., 2009. — С. 59—68.
- Свобода человека во Христе и без Христа. Опыт богословского осмысления // Консультативная психология и психотерапия. № 3 (66) 2010 июль-сентябрь. — М., 2010. — С. 110—121.
- Свобода человека во Христе и без Христа // Консультативная психология и психотерапия. 2010. — № 3 (66) июль-сентябрь. — М., 2010. — С. 110—121.
- Свобода человека: опыт богословского осмысления // Сретенский сборник. Выпуск 2. Научные труды преподавателей СДС. — М., 2010. — С. 137—152.
- Понятия «Ум», «Разум», «Рассудок» в святоотеческой традиции // Психологическая наука и образование. Электронный журнал. 2011. — № 3. — C. 1—9.
- Возможности святоотеческой антропологии для формирования новых гуманитарных подходов в научной и образовательной среде // Психологическая наука и образование (электронный журнал). 2014. — № 1. — C. 180—190.
- Антропологическая структурность образовательной деятельности // Вестник ПСТГУ. Серия IV: Педагогика. Психология. 2014. — Вып. 1 (32). — С. 56—69.
- Душевное здоровье с позиции православной антропологии // Психологическое здоровье личности и духовно-нравственные проблемы современного российского общества. — М.: Изд-во «Институт психологии РАН», 2014. — С. 69—79.
- Категория «духовность» в христианской традиции и светском гуманитарном дискурсе: особенности прочтения и перспективы взаимодействия // Духовно-нравственные проблемы современной личности. М.: Изд-во «Институт психологии РАН», 2018. — С. 66-82.
- Содержимое Чаши на литургии Преждеосвященных Даров: традиция и современные интерпретации // bogoslov.ru, 19 марта 2018
- Константинопольский папизм // pravoslavie.ru, 23 октября 2018
- Украинский томос — капкан для мирового Православия // pravoslavie.ru, 6 марта 2019
- Отступления Константинопольского Патриархата от Православия // pravoslavie.ru, 19 апреля 2019
- Собор в Иордании: надежды и перспективы // pravoslavie.ru, 27 января 2020
- Православное пастырство и попытки его обновления // pravoslavie.ru, 4 июня 2020
- Православное пастырство: развеиваем дымовые завесы. Часть 1. Факты. Ответ на статью протоиерея Павла Великанова и иерея Стефана Домусчи // pravoslavie.ru, 17 июня 2020
- Православное пастырство: развеиваем дымовые завесы. Часть 2. Смыслы и домыслы. Ответ на статью протоиерея Павла Великанова и иерея Стефана Домусчи // pravoslavie.ru, 18 июня 2020
- «Богословские истины — основа духовной жизни». О важности изучения догматического богословия рассказал протоиерей Вадим Леонов // сайт Сретенской духовной семинарии, 29.09.2020
- Экклезиологический кризис в жизни современной Православной Церкви и пути его преодоления // Причины и вызовы текущего кризиса межправославных отношений. Материалы / отв. свящ. А. Мазырин, свящ. П. Ермилов. — М.: Издательство ПСТГУ, 2020. — С. 45—76. — ISBN 978-5-7429-1332-0.
- Психологические проекции христианского понятия о любви к себе и ближнему // Индивидуальное, национальное и глобальное в сознании современного человека: новые идеи, проблемы, научные направления. — М.: Изд-во «Институт психологии РАН», 2020. — С. 595—615. — ISBN 978-5-9270-0421-8.
- Проблемное поле взаимодействия пастырства и психологии // pravoslavie.ru, 21 апреля 2021
- Этика искусственного интеллекта: проблемы и инициативы в социальной сфере // Управление персоналом и интеллектуальными ресурсами в России (ВАК). — М.: Научно-издательский центр ИНФРА-М, 2021. — № 2 (53). — С. 5-12. (соавторы: Е. В. Каштанова, А. С. Лобачева)
- Исторический прецедент как богословский аргумент // Сретенское слово. — Москва : Изд-во Сретенской духовной академии, 2022. — № 1. — С. 32-49.
- «Богословские истины — основа духовной жизни». О важности изучения догматического богословия рассказал протоиерей Вадим Леонов // sdamp.ru, 23 июля 2023

- Искупление // Православная энциклопедия. — М., 2011. — Т. XXVII : Исаак Сирин — Исторические книги. — С. 281, 285—297. — 39 000 экз. — ISBN 978-5-89572-050-9. (некоторые разделы статьи)
- Кеносис // Православная энциклопедия. — М., 2013. — Т. XXXII : Катехизис — Киево-Печерская икона „Успение Пресвятой Богородицы“. — С. 446—453. — 33 000 экз. — ISBN 978-5-89572-035-6.
- Священное Писание // Большая Российская энциклопедия. Т. 29. — М.: Научное издательство «Большая Российская энциклопедия», 2015. — С. 581—582.
- Священное Предание // Большая Российская энциклопедия. Т. 29. — М.: Научное издательство «Большая Российская энциклопедия», 2015. — С. 582.
- Священство // Большая Российская энциклопедия. Т. 29. — М.: Научное издательство «Большая Российская энциклопедия», 2015. — С. 583.
- Спасение // Большая Российская энциклопедия. Т. 31. — М.: Научное издательство «Большая Российская энциклопедия», 2016. — С. 43-44.
- Страсти Христовы // Большая Российская энциклопедия. Т. 31. — М.: Научное издательство «Большая Российская энциклопедия», 2016. — С. 289—290.
- Страшный суд // Большая Российская энциклопедия. Т. 31. — М.: Научное издательство «Большая Российская энциклопедия», 2016. — С. 303.
- Таинства // Большая Российская энциклопедия. Т. 31. — М.: Научное издательство «Большая Российская энциклопедия», 2016. — С. 579.
- Тайная вечеря // Большая Российская энциклопедия. Т. 31. — М.: Научное издательство «Большая Российская энциклопедия», 2016. — С. 588.
- Троица // Большая Российская энциклопедия. Т. 32. — М.: Научное издательство «Большая Российская энциклопедия», 2016. — С. 419—420.
- Христология : [арх. 21 октября 2022] // Хвойка — Шервинский. — М. : Большая российская энциклопедия, 2017. — С. 198. — (Большая российская энциклопедия : [в 35 т.] / гл. ред. Ю. С. Осипов ; 2004—2017, т. 34). — ISBN 978-5-85270-372-9.
- Царствие Божие // Большая Российская энциклопедия. Т. 34. — М.: Научное издательство «Большая Российская энциклопедия», 2017. — С. 250.
- Церковь // Большая Российская энциклопедия. Т. 34. — М.: Научное издательство «Большая Российская энциклопедия», 2017. — С. 315.
- Обожение // Православная энциклопедия. — М., 2018. — Т. LII : Ной — Онуфрий. — С. 263—268. — 39 000 экз. — ISBN 978-5-8957-2059-2.
- Образ Божий // Православная энциклопедия. — М., 2018. — Т. LII : Ной — Онуфрий. — С. 275—286. — 39 000 экз. — ISBN 978-5-8957-2059-2.
- Откровение // Православная энциклопедия. — М., 2019. — Т. LIII : Онуфрий — Павел. — С. 513—519. — 39 000 экз. — ISBN 978-5-8957-2060-8.

- Всесвятая: Православное догматическое учение о почитании Божией Матери. Сборник работ / Вступит. статья, составление и общая редакция свящ. В. Леонова. — М.: Издательство Паломник, 2001. — 256 с.
- Величие Пречистой Девы Богородицы / Вступит. статья и общая редакция свящ. В. Леонова. — М.: Издательство Паломник, 2005. — 335 с.
- Основы православной антропологии: хрестоматия / сост. и общ. ред. прот. Леонов Вадим. — Москва : Изд-во Московской Патриархии Русской Православной Церкви, 2016. — 686 с. — ISBN 978-5-88017-535-2.

- Догматическое богословие. 12 лекций. YouTube-канал PravoslavieRu. 2014—2015 гг.
- Христианская антропология. 2 лекции. YouTube-канал PravoslavieRu. 2016 г.
- Символ веры. 12 лекций. YouTube-канал PravoslavieRu. 2018 г.
- Страсти и добродетели. 2 лекции. YouTube-канал PravoslavieRu. 2019 г.
- Гордость и тщеславие и борьба с ними. Протоиерей Вадим Леонов // Сретенский монастырь, 14 ноября 2019

- Исповедь и Причастие — вместе или врозь? // Благодатный огонь. 2007. — № 17. — С. 3—9.
  - Исповедь и причастие: вместе или врозь? // Москва: журнал. 2008. — № 8. — С. 235—240.
- К 10-летию Сретенской духовной школы «В семинарии получаешь закваску, которая животворит всю последующую жизнь». Беседа со священником Вадимом Леоновым // pravoslavie.ru, 13 мая 2009
- «Значение догматов веры не уменьшается из века в век». Беседа со священником Вадимом Леоновым // pravoslavie.ru, 8 февраля 2010
- Протоиерей Вадим Леонов: «Преподавать христианскую антропологию надо и в светских вузах» // pravoslavie.ru, 11 апреля 2013
- О священстве, пастырстве и духовничестве. Беседа с протоиерем Вадимом Леоновым // pravoslavie.ru, 22 марта 2013
- «Если исповедь станет необязательной, это духовно обезглавит наши приходы». Беседа с протоиереем Вадимом Леоновым // pravoslavie.ru, 15 октября 2013
- Где находится общество свободных людей? // pravoslavie.ru, 15 мая 2018
- «Путь к священству». Прот. Вадим Леонов // radiovera.ru, 8 октября 2019
- Интервью. Вадим Леонов рассказал о духовной семинарии Псково-Печерского монастыря. Эфир 30.06.2021 // ГТРК Псков
- «Не хочу учиться — хочу стать семинаристом»? Протоиерей Вадим Леонов о будущих пастырях и их образовании // pravoslavie.ru, 7 июля 2022